# Ricardo La Volpe
Ricardo Antonio La Volpe Quarchioni (ur. 6 lutego 1952 w Buenos Aires) – argentyński piłkarz z obywatelstwem meksykańskim grający na pozycji bramkarza, trener piłkarski.

## Kariera piłkarska
Lavolpe pochodzi z Buenos Aires. Piłkarską karierę rozpoczął w tamtejszym klubie Banfield. W 1970 zadebiutował w jego barwach w drugiej lidze argentyńskiej, a w 1973 dzięki mistrzostwu tej ligi, awansował o klasę wyżej. W Banfield spędził 5 lat i w 1975 roku przeszedł do silniejszego San Lorenzo de Almagro. Z San Lorenzo nie osiągnął jednak większych sukcesów, a w 1979 ponownie zmienił barwy klubowe zostając zawodnikiem meksykańskiego Atlante, z którym w 1982 roku wywalczył wicemistrzostwo kraju. Karierę kończył w 1984 roku jako zawodnik małego klubu z Meksyku, Oaxtepec, będąc jego grającym trenerem.
Największym sukcesem w reprezentacyjnej karierze Ricardo było zdobycie tytułu mistrza świata w 1978 roku. Podczas tego turnieju był bramkarzem San Lorenzo, ale nie zagrał ani minuty będąc rezerwowym dla Ubaldo Fillola.

## Kariera trenerska
Po zakończeniu kariery piłkarskiej Lavolpe został trenerem w Meksyku. Po Oaxtepec jego kolejne przystanki trenerskie to: Chivas Guadalajara, Querétaro FC, Atlante FC, Club América, Atlas Guadalajara i Deportivo Toluca. Największym sukcesem w tym okresie pracy było zdobycie mistrzostwa Meksyku w sezonie 1992/1993 z zespołem Atlante.

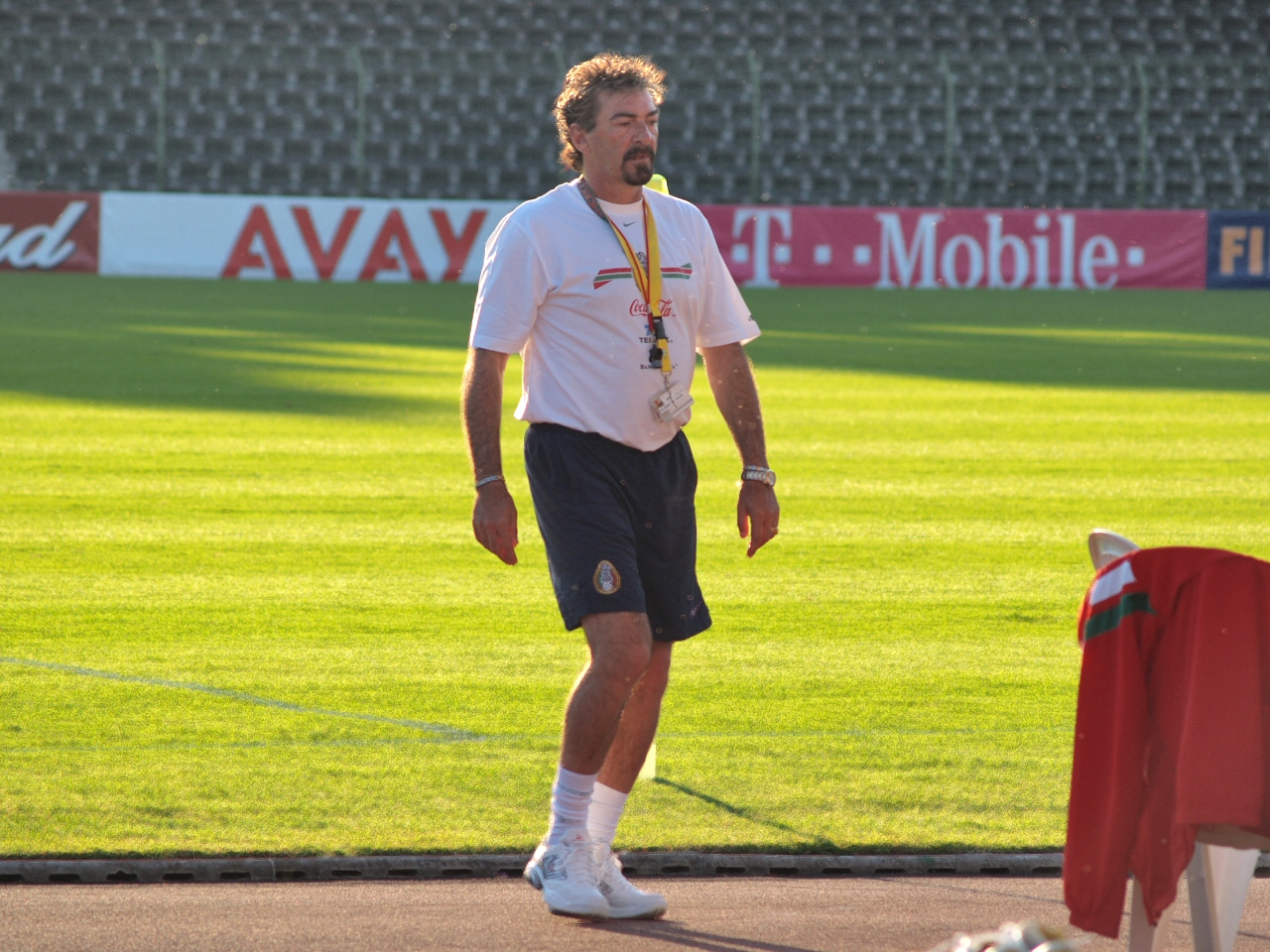
Lavolpe w roli selekcjonera Meksyku

4 lutego 2003 roku Lavolpe podpisał kontrakt z Meksykańskim Związkiem Piłki Nożnej i został selekcjonerem reprezentacji Meksyku (zastąpił Javiera Aguirre). Pierwszym poważnym turniejem, w którym poprowadził narodową drużynę był Złoty Puchar CONCACAF 2003, który Meksyk wygrał. W 2004 roku drużyna Meksyku wystąpiła w turnieju Copa América 2004 i doszła do ćwierćfinału, natomiast w 2005 roku odpadła w ćwierćfinale Złotego Pucharu CONCACAF 2005 oraz zajęła wysokie 4. miejsce w Pucharze Konfederacji. Meksyk pod wodzą Lavolpe bez większych problemów awansował do Mistrzostw Świata w Niemczech, zajmując 2. miejsce w grupie za Stanami Zjednoczonymi. Na Mundialu w Niemczech zespół najpierw wygrał 3:1 z Iranem, następnie zremisował 0:0 z Angolą oraz przegrał 1:2 z Portugalią. W 1/8 finału uległ po dogrywce 1:2 Argentynie i odpadł z turnieju, a Lavolpe zrezygnował z dalszego prowadzenia drużyny.
W 2006 roku po Mundialu Lavolpe został trenerem Club Atlético Boca Juniors, zastępując na tym stanowisku Alfio Basile. Boca Juniors spisywało się jednak słabo odpadając m.in. z Copa Sudamericana, a fazie play-off Apertura odpadło po dwumeczu z Estudiantes La Plata. Po tamtym wydarzeniu Lavolpe podał się do dymisji, a 21 grudnia zatrudniono go w Vélez Sársfield. W 2008 roku powrócił do Meksyku, gdzie trenował Monterrey i Atlas, natomiast 9 września 2010 objął stanowisko selekcjonera reprezentacji Kostaryki.